# Personbil
 Ikke at forveksle med Personvogn.
En personbil er en bil eller et køretøj, der transporterer mennesker.
Der er mange forskellige udgaver af en personbil fra en 2-personers åben sportsvogn til en mange-personers lukket limousine.
Et moderne fænnomen er MPV´ere, Multi Purpose Vehicles, der er minibusser/stationcars, indrettet med flere siddepladser, hvor sæderne kan tages ud, midlertidigt, og MPV'en bruges som varebil.
Et særligt design koncept stationcars/MPV´ere er ´famiglietta´ chassis- og packaging- konceptet, der er indrettet med ekstra plads til bagage inde under gulvet af bilen.
Fra automobilets opfindelse til i dag har der været mange bilfabrikker om produktionen – dog har der i de senere år været tale om fusioner mellem kendte mærker (se afsnittet "Koncerner").
Navnet på bilmærket er ofte relateret til dets opfinder(e), f.eks. Rolls-Royce, der anses for at være den ædleste personbil.
Produktionen af personbiler finder overvejende sted i USA, Japan, Sydkorea, Kina, Indien, Tyskland, Frankrig, England, Sverige, Tjekkiet og Italien. 
Hertil kommer ældre udgaver, som opbevares af historisk interesse: Veteranbiler

## Aktuelle mærker
- Acura – Japan
- Aston Martin – England
- Audi – Tyskland
- Bentley – England
- BAW – Kina
- BMW – Tyskland
- BYD – Kina
- Brilliance – Kina
- Buick – USA
- Cadillac – USA
- Chery – Kina
- Chevrolet – USA
- Citroën – Frankrig
- Dacia – Rumænien
- Datsun – Japan
- Dodge – USA
- Dongfeng – Kina
- FAW – Kina
- Ferrari – Italien
- Fiat – Italien
- Folkevogn (VW) – Tyskland
- Ford – USA
- GAZ – Rusland
- Geely – Kina
- Great Wall – Kina
- Hafei – Kina
- Honda – Japan
- Hyundai – Sydkorea
- Isuzu – Japan
- JAC – Kina
- Jaguar – England
- Jeep – USA
- Kia – Sydkorea
- Lada- Rusland
- Lancia – Italien
- Land Rover – England
- Lexus – Japan
- Lifan – Kina
- Mahindra – Indien
- Mazda – Japan
- Mercedes – Tyskland
- Mitsubishi – Japan
- Nissan – Japan
- Opel – Tyskland
- Peugeot – Frankrig
- Pontiac – USA
- Porsche – Tyskland
- Proton – Malaysia
- Renault – Frankrig
- Rolls-Royce – England
- Seat – Spanien
- Škoda – Tjekkiet
- SsangYong – Sydkorea
- Subaru – Japan
- Suzuki – Japan
- Tata – Indien
- Toyota – Japan
- Volvo – Sverige

## Koncerner
- VAG-koncernen
  - VW
  - Audi
  - Seat
  - Skoda
  - Bentley
  - Bugatti
  - Lamborghini
  - Porsche

- Ford
  - Ford
  - Volvo
  - Land Rover
  - Mazda

- General Motors
  - Chevrolet
  - Saab
  - Pontiac
  - Holden
  - Saturn

- PSA Peugeot Citroën
  - Citroën
  - DS
  - Opel
  - Peugeot

- Fiat
  - Fiat
  - Lancia
  - Alfa Romeo
  - Ferrari
  - Maserati
  - Iveco

## Udgåede mærker/Veteranbiler
- Reo – USA
- Rover – England
- Saab – Sverige
- Tatra – Tjekkiet